# Emanuel Bettencourt
Emanuel Bettencourt (* 21. Dezember 1961 in Kap Verde) ist ein Kampfsportler kap-verdischer Abstammung. Er ist mehrfacher Kung-Fu-Weltmeister und auch als Kampfchoreograf, Schauspieler und Stuntman tätig.

## Leben
Emanuel Bettencourt wurde 1961 auf den kapverdischen Inseln geboren und verbrachte dort seine ersten Lebensjahre. Im Alter von 14 Jahren kam er nach Deutschland und lebt seitdem in Hamburg.
Ab 1978 trainierte er Kampfsportarten, vor allem den kombinierten Faustkampfstil Wun Hop Kuen Do. Zu seinen frühen Lehrern gehörten Malia Dacascos und Al Dacascos.
Im Jahr 1982 erhielt er den 1. Dan, der zweite Dan folgte 1986. Seit 1995 leitet er ein eigenes Sport-Center in Hamburg-Altona.
Seit Anfang der 1990er Jahre ist Bettencourt als Stuntman und Kampfchoreograf für zahlreiche Film- und TV-Produktionen wie zum Beispiel Fatih Akıns Filme Kurz und schmerzlos oder Gegen die Wand tätig.

## Filmografie
- 1992: Mau Mau (Schauspieler)
- 1992: Schattenboxer (Kampfchoreograf, Schauspieler)
- 1994: Bunte Hunde (Stuntkoordinator)
- 1998: Kurz und schmerzlos (Kampfchoreograf, Stuntkoordinator)
- 2000: Kanak Attack (Stuntkoordinator)
- 2001: Tatort: Hasard! (Tai-Chi-Lehrer)
- 2004: Gegen die Wand (Kampfchoreograf, Stuntkoordinator)
- 2004: The Zen Warrior (Schauspieler)
- 2004: Kebab Connection (Kampfchoreograf, Schauspieler)
- 2005: Eine andere Liga (Stunts)
- 2008: Nachtschicht – Ich habe Angst (Stuntkoordinator)
- 2009: Nachtschicht – Blutige Stadt (Stuntkoordinator)
- 2009: Nachtschicht – Wir sind die Polizei (Stuntkoordinator)
- 2010: Das Geheimnis des Sultans (Originaltitel: Sultanın Sırrı)
- 2010: Nachtschicht – Das tote Mädchen (Stuntkoordinator)
- 2011: Nachtschicht – Ein Mord zu viel (Stuntkoordinator)
- 2013: Nachtschicht – Geld regiert die Welt (Stuntkoordinator)
- 2013: Unter Feinden (Stunts)
- 2018: Nachtschicht – Es lebe der Tod
- 2019: Prof. Wall im Bordell